# آرک ایرویز
آرک ایرویز (انگلیسی: Ark Airways) یک شرکت هواپیمایی با کد یاتا ZQ است که در سال ۲۰۱۰ میلادی تأسیس شده . دفتر مرکزی آرک ایرویز در ایروان، ارمنستان واقع شده‌است و قطب این شرکت هواپیمایی در فرودگاه بین‌المللی زوارتنوتس قرار دارد 